# Albert Mamriev
Albert Mamriev (Daguestán, 8 de mayo de 1974) es un pianista y profesor de música ruso-israelí.

## Vida
Mamriev nació el 8 de mayo de 1974 en Daguestán, en la antigua Unión Soviética. Su primer profesor fue su padre, Jankil Mamriev. Después pasó a estudiar en la Escuela Central de Música de Moscú, el Conservatorio Chaikovsky de Moscú, la Academia de Música de Tel Aviv y en la Facultad de Música de Universidad de Hannover. Ha sido alumno de los profesores Serguéi Dorenski en Moscú y Arie Vardi en Tel Aviv.
Ejerce como profesor en la Facultad de Música, Teatro y Media de la Universidad de Hannover, Alemania. 

## Carrera
Ha dado giras de conciertos en varios países como España (Madrid, Granada, Almería), Francia (Sala Cortot de París), Israel (Tel Aviv), Estados Unidos (Salt Lake City, Cleveland, Los Ángeles), China (Pekín), Italia (Venecia), Islandia (Reykjavik) o Alemania (Bayreuth, Dortmund, Múnich). Tocado con orquestas como la Utah Symphony, la Royal Scottish National Orchestra, Israel Chamber Symphony, la Orquesta Gulbenkian de México, Sinfónica de Jerusalén, Haifa Philharmonic, Sinfónica de Pretoria o Sinfónica de Pekín, con directores como Tan Li Hua, Alexander Lazarev, Christoph Mueller, Enrique Bátiz, Flavio Florence, Nicoletta Conti, Mauricio Linari o Salvador Masconde.
Es fundador y director artístico del Concurso Internacional de Nuevas estrellas de Wernigerode, Alemania, y del Concurso Internacional de Música Albert Mamriev en Braunschweig, Alemania. Ha grabado todas las transcripciones para piano que Franz Liszt realizara de obras de Richard Wagner. También ha sido miembro de los jurados del Concurso Internacional de Piano Delia Steinberg, del Concurso Internacional de Piano Usti Nad Labem y del Concurso Internacional de Piano Schumann.

## Premios y reconocimientos
- Concurso Internacional de Piano de Pekín, China
- En 1998 ganó el primer premio ex aequo en el XVII Concurso Internacional de Piano Nueva Acrópolis (ahora Concurso Internacional de Piano Delia Steinberg) en Madrid.[7]
- En septiembre de 2001 ganó el cuarto premio en el Concurso Internacional de Piano de Escocia.[8]
- En 2001 ganó el séptimo premio en el Concurso Internacional de Piano Vianna Da Motta.[9]
- En 2002 ganó el sexto premio en el XIII Concurso Internacional de Piano Gina Bachauer en Salt Lake City, Utah.[10]
- En 2002 ganó el tercer premio en el V Concurso Internacional de Piano Mauro Paolo Monopoli.[11]
- En mayo de 2003 obtuvo el quinto premio ex aequo en el III Concurso Internacional de piano “Seiler” de Kitzingen, Alemania.[12]
- Primer premio en el Concurso Nacional Olimpia de Israel.
- Primer premio en el Concurso Internacional de Ciudad de Marsala, Italia.
- Concurso Internacional de Piano Tunbridge Wells.
- Concurso Internacional de Piano Morice Clairmont.
- Ganó el quinto premio en el X Concurso Internacional de Música de la Universidad de Sudáfrica (UNISA).[13]

## Grabaciones
- Ami Maayani, Concierto para Piano y Orquesta “Souvenir de Chine”, Orquesta Sinfónica de Pekín, dir. Tan Lihua, 2010
- Franz Liszt, Transcripciones para piano de las Óperas de Richard Wagner, 2010[14]